# Tumulus van Avernas

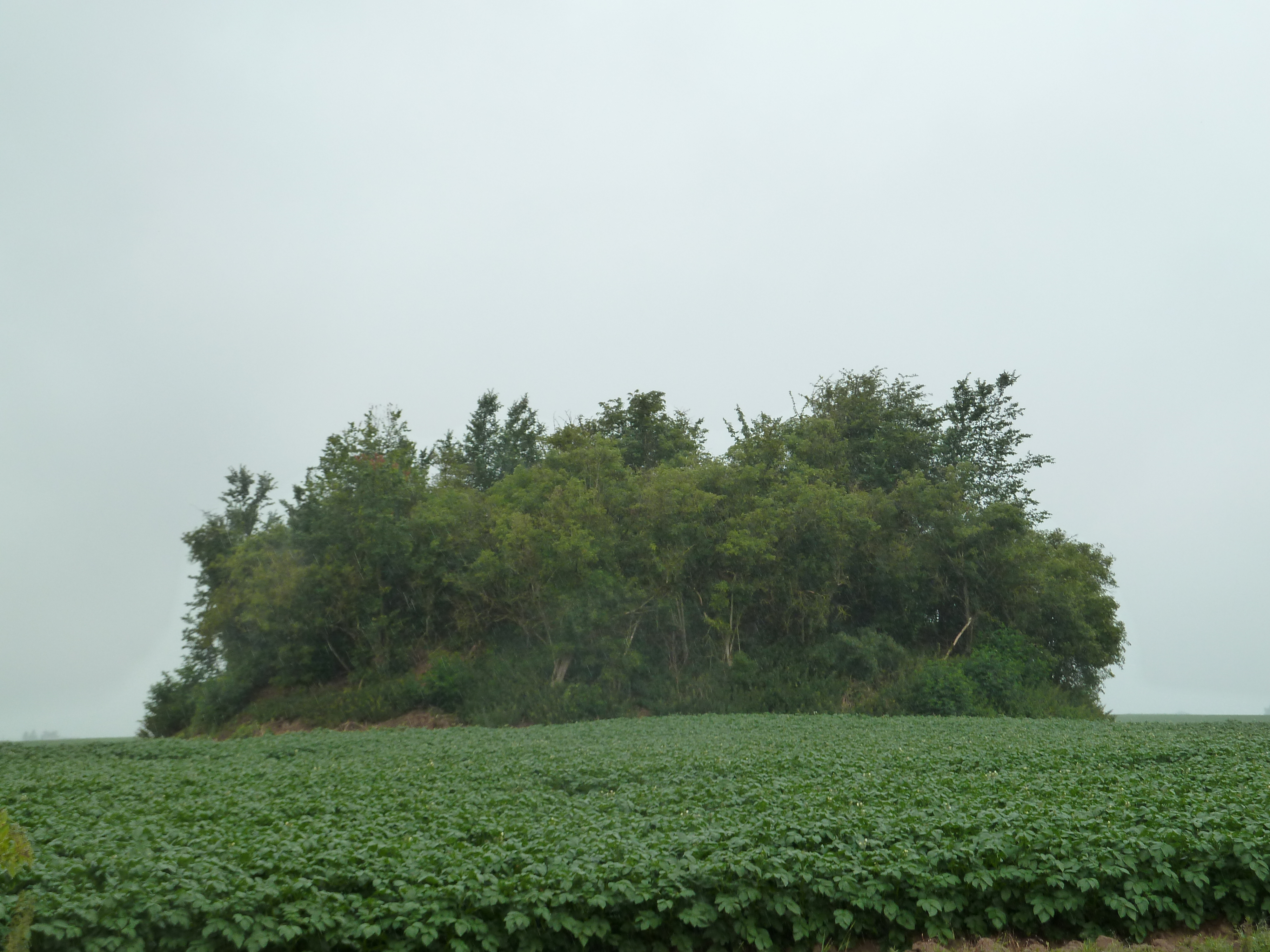
De Tumulus van Avernas

De Tumulus van Avernas is een Gallo-Romeinse grafheuvel bij Avernas-le-Bauduin in de Belgische provincie Luik in de gemeente Hannuit. De tumulus ligt aan de Rue de la Tombe ten noordwesten van het dorp op zo'n 600 meter afstand van de oude heirbaan Hoei-Landen.
De tumulus is in de 19e eeuw onderzocht waarbij men stuitte op een uit onbewerkte silexblokken gevormde en zeer hecht vastgemetselde muur, waardoor het project werd opgegeven. Ook werd er toen een tweede tumulus onderzocht op het kruispunt van de oude wegen naar Hannuit en Thisnes waarin enkele objecten gevonden werden. Deze tweede tumulus is met de grond gelijk gemaakt.
De grafheuvel is acht meter hoog met een omtrek van 100 meter.
De tumulus werd bij Koninklijk Besluit van 29 maart 1976 als monument geklasseerd.